# Rebreuviette
Rebreuviette é uma comuna francesa na região administrativa de Altos da França, no departamento de Pas-de-Calais. Estende-se por uma área de 8,42 km². Em 2010 a comuna tinha 268 habitantes (densidade: 31,8 hab./km²).